# Figlie del Drago
Le Figlie del Drago (Daughters of the Dragon) sono un gruppo di personaggi immaginari che compare nei fumetti pubblicati negli Stati Uniti d'America dalla Marvel Comics, creato da Chris Claremont (testi) e Marshall Rogers (disegni). La loro prima apparizione avviene in Deadly Hands of Kung Fu n. 32 (gennaio 1977).

## Trama
Misty Knight sta cercando di raggiungere il fuggitivo Rhino (Alex O'Hirn), che sta mettendo a soqquadro le strade di Manhattan New York; anche Colleen Wing, alla guida della macchina Ford Mustang di Misty, sta puntando al medesimo obiettivo. Ed è proprio Colleen a rintracciare per prima Rhino e, per fermarlo, gli si getta contro con tutta l'automobile. Rhino cade a terra svenuto ma la Mustang ne esce distrutta. Mentre Colleen e Misty, sopraggiunta nel frattempo, litigano per l'automobile, Rhino si riprende e tenta un ultimo attacco. Misty, grazie al braccio artificiale di vibranio (creato da Tony Stark) collegato alla sua spalla, riesce ad abbattere il mostro.
Humbug, 8-Ball, Freezer Burn e Whirlwind, appena sfuggiti alla giustizia, penetrano in casa di Celia Ricadonna per rubare dei gioielli. Non si accorgono, però, che negli occhi di un orsacchiotto è posta una telecamera di sicurezza. Avvisata del furto, Ricadonna ritorna all'appartamento e dà istruzione che i ladri vengano identificati e uccisi. Oltre ai gioielli, infatti, hanno prelevato anche un oggetto misterioso che per lei ha un valore immenso e che deve essere recuperato. L'oggetto dovrà essere venduto ad un'asta a cui parteciperanno le maggiori organizzazioni criminali, la A.I.M. (Avanzate Idee Meccaniche), HYDRA e la Mano.
Misty e Colleen hanno appena ricevuto l'incarico di recuperare Humbug, 8-Ball, Whirlwind e Freezer Burn. In cerca di quest'ultimo, si recano a casa della sua ex-fidanzata, Heather McDermott, che da lui ha avuto anche un bambino. Una volta arrivate trovano però uno spettacolo agghiacciante: sia Freezer Burn che Miss McDermott sono stati uccisi da Razorfist. Colleen, rinomata per la sua abilità con la katana, riesce a strappare il bambino dalle grinfie di Razorfist, e lo affida a Misty. Dopo un duro scontro, la donna recide la lama dal braccio di Razorfist, lasciandolo disarmato e sanguinante.
L'ufficio di Ricadonna viene attaccato da uomini mascherati che vogliono ucciderla. Le misure di sicurezza si dimostrano però efficaci: la donna si salva e gli assalitori vengono uccisi. L'unico superstite rivela che il mandante dell'assalto è Nunzio Perolli, un uomo a cui Ricadonna aveva sottratto l'attività.
Misty e Colleen stanno istruendo il nuovo segretario Otis Johnson, cercando anche di fargli capire i rischi che potrebbe correre lavorando per loro. Appena Otis rimane solo, infatti, si presenta all'ufficio della Nightwing Restoration Orka che minacciosamente chiede delle due donne.
Nel frattempo in un bar, 8-Ball, Humbug e Whirlwind stanno aspettando Freezer Burne un ricettatore a cui vorrebbero vendere i gioielli rubati a Ricadonna. Poco dopo, quando 8-Ball si reca in ospedale a trovare la nonna malata, viene catturato da Misty e Colleen, che lo stavano aspettando. All'improvviso una granata a razzo colpisce la macchina su cui i tre si trovano. Misty e Colleen riescono a saltare fuori dall'auto mentre 8-Ball rimane ucciso nell'esplosione.
Nella Rascal Tavern al Greenwich Village Misty e Colleen si scontrano contro Martello e Incudine, Kangaroo, Porcospino, Jester e infine Dottor Bong, dal quale scoprono che Humbug, 8-Ball, Whirlwind e Freezer Burn avevano rubato dei gioielli a Ricadonna. Decidono di recarsi dall'editrice per scoprire il mistero dietro alle morti di Freezer Burn e 8-Ball.
Alla Nightwing Restoration Orka sta ancora interrogando Otis e prendendolo a pugni. Otis rivela di essere stato coinvolto in una esplosione chimica mentre lavorava per la A.I.M. in conseguenza alla quale è diventato indistruttibile e insensibile al dolore. Orka, ormai stanco e indebolito per essere rimasto troppo a lungo fuori dall'acqua, si acquieta e afferma di volersi rivolgere a Misty e Colleen per far uscire in libertà vigilata un amico.
Misty e Colleen si recano nel frattempo all'ufficio di Ricadonna per interrogarla sul furto e sulla morte di 8-Ball e Freezer Burn. Ricadonna nega qualsiasi collegamento con l'uccisione dei due criminali.
Pete, l'uomo colla (Trapster), è stato inviato da Ricadonna a uccidere Whirlwind e recuperare ciò che le è stato rubato. In nome della vecchia amicizia fra i due, Pete si offre di lasciar scappare Whirlwind in cambio della refurtiva. Whirlwind rifiuta ma viene sconfitto e lasciato con i piedi incollati al suolo e la spina dorsale spezzata.
Colleen e Misty, rientrate in ufficio, scoprono da Orka che Ricadonna ha ordinato di uccidere i quattro che l'hanno derubata per recuperare un misterioso oggetto di grande valore che dovrà essere messo all'asta nel fine settimana.
Humbug decide di rifugiarsi a casa di Misty e di consegnarle il bottino. Misty trova un chip e lo inserisce nel suo braccio bionico, dove è presente anche un computer collegato ai recettori cerebrali. Vede così che il chip contiene un virus informatico fiscale detto disintegratore fiscale. In quel momento irrompe Ricadonna, nascosta da una maschera. Le due donne combattono ma Ricadonna riesce a staccare il braccio artificiale di Misty grazie alla sua spada di adamantio. Humbug fa arrivare uno stormo di insetti che circondano Ricadonna e la donna è costretta a fuggire, portandosi via anche il braccio bionico. Misty viene ricoverata in ospedale dove le impiantano un nuovo arto, più robusto e più leggero del precedente.
Colleen, insieme ad Humbug, scopre che l'asta si terrà in garage sotterraneo fra la 43ª e Broadway. La ragazza riconsegna Humbug alla giustizia.
Dopo aver discusso con Colleen che è convinta che la compagna nutra troppa rabbia repressa, Misty si reca da Danny Rand (Pugno d'acciaio) il quale, avvisa Misty che irrompere all'asta sarà molto pericoloso e decide di accompagnare le Figlie del Drago per aiutarle. Nel frattempo Colleen si allena con Samurai Americano (noto col codice di battaglia di Silver Samurai).
Recuperate alcune armi speciali dal Punitore, Misty e Colleen si recano nelle fogne per parlare con l'Uomo Talpa e chiedergli di aprire un accesso sotterraneo al garage dove si terrà l'asta.
Nel suo ufficio, Ricadonna recupera il chip dal braccio di Misty e spiega che il virus Echelon, creato dal Pensatore Pazzo, getterà nel caos l'economia mondiale, consentendo per esempio di spostare fondi segreti e chiudere la borsa americana, e permetterà anche di sbaragliare i sistemi di difesa di qualunque paese. Grazie all'antivirus, Ricadonna e il suo gruppo potranno invece vivere su una paradisiaca isola deserta.
Colleen riesce a penetrare nel garage dove si sta svolgendo l'asta. Anche Otis si infiltra fingendosi un parcheggiatore. Colleen inizia l'attacco senza aspettare l'arrivo dei compagni. Quando la situazione sta prendendo una bruta piega, Misty e Pugno d'acciaio irrompono e si gettano nello scontro. Quando Ricadonna prova a scappare, Misty la raggiunge, grazie anche all'intervento di Otis. Il nuovo braccio è stato potenziato con alcuni optional, come la spinta antigravitazionale, e la lega di cui è composto ha il potere di emettere vibrazioni che indeboliscono e in alcuni casi annullano gli altri metalli, anche l'adamantio, da cui è costituita la spada di Ricadonna. Le due ragazze si affrontano allora in un corpo a corpo. Colleen e Pugno d'acciaio nel frattempo recuperano il virus. Colleen vorrebbe aiutare l'amica, che sta avendo la peggio contro Ricadonna, ma Misty rifiuta e spinta dall'orgoglio sfodera tutta la sua forza. Ricadonna viene sconfitta e arrestata, mentre il microchip viene consegnato al ministero della difesa.

## Cronologia dei fumetti
- Deadly Hands of Kung Fu n. 32 (gennaio 1977), n. 33 (febbraio 1977);[1]
- Marvel Team-Up (prima serie) n. 64 (dicembre 1977)[2], n. 105 (maggio 1981).
- Bizarre Adventures n. 25 (marzo 1981)
- Marvel Tales Annual n. 198 (aprile 1987)[3]
- Marvel Comics Presents (prima serie) n. 42 (1990)[4], n. 80 (1991), n. 149 (marzo 1993).
- Giant Size Spider-Man n. 1 (dicembre 1998)[5]
- Daughters of the Dragon nn. 1-6 (marzo-agosto 2006)[6]